# 大樹快車
大樹快車（日语：タイキシャトル），是美國出生的日本純種競賽馬匹。生涯稱霸一哩及短途賽事，於1600米途程賽事未嘗一敗，曾勝出1997年一哩冠軍賽及短途馬錦標，其後於1998年勝出安田紀念、傑克莫華大賽及連霸一哩冠軍賽，令其於當年榮獲日本馬王的頭銜，並於1999年被選爲日本中央競馬會殿堂馬。

## 出賽前
1993年2月9日出生於美國大樹牧場，所有權直接歸於牧場旗下，成長途中經愛爾蘭被引入日本。
其後交由美浦訓練中心練馬師藤澤和雄訓練。

## 競賽生涯

### 4歲（現3歲）
1997年4月19日出戰4歲未勝利戰，雖然其於出賽前確診的骨膜炎未痊癒，但仍然可以於本次比賽發揮優勢的實力，最終拋離第二名4馬位取首勝。
其後出戰4歲500萬獎金以下條件戰，比賽途中一直保持於先頭部隊之下於直路衝出，後續保持速度成功拉開對手1馬位再度取得勝利。
6月8日出戰公開賽菖蒲錦標，比賽初段積極搶佔位置領放，最終成功一方到底下取得三連勝。
7月6日出戰菩提樹錦標，然而於此賽事中受到56公斤較重負磅及長途運輸的影響，於直路上的衝刺稍顯力弱，最終於終點線前被Tenzan Storm超越，以頸位差距吞下生涯首敗。
完成約3個月的放草後出戰三級賽麒麟錦標，比賽開始後其選擇於第五左右的位置展開推進，進入直路後隨即加速並跑出全場最快的末腳，最終以2 1/2馬位優勢壓贏華盛頓色奪得首個分級賽冠軍。
贏得麒麟錦標後陣營認爲其實力充足，因而安排其出戰天鵝錦標和一衆年長馬匹決戰。由於本次比賽主戰騎師岡部幸雄選擇策騎另一匹由其主戰的賽駒新光王，因而由橫山典弘代打策騎。比賽開始後，其一直處於第三的先頭位置穩定推進，進入直路後隨即由所處位置衝出並取得領先，其後繼續保持凌厲的姿勢繼續突放，最終以3/4馬位優勢贏過後上的杉野旋風取得冠軍。
11月16日出戰一哩冠軍賽，賽前僅次於速度世界取得第二人氣，而其他有力對手則包括本年度櫻花賞馬協榮三月及上年度皋月賞馬真誠等。比賽開始後，情況由協榮三月帶出並以56.5秒的超快步速通過前1000米，大樹快車處於約莫第四的位置追趕，而真誠及速度世界則於後方位置推進。進入直路後，一直處於第二及第三的無聲鈴鹿及菱曙相繼因爲超快步速以失速，協榮三月亦開始轉趨力弱。然而此時大樹快車仍然可以於直路上保持穩定的節奏加速，成功運用餘力轟出後600米36.1秒的優勢末腳下瞬間於直路中段超越對手，最終拋離協榮三月2 1/2馬位取得首個一級賽冠軍。
其後出戰短途馬錦標並重新由岡部執繮，賽前以壓倒性的1.9倍獨贏賠率獲得第一人氣。比賽開始後，出閘順利的其成功進佔第四左右的先頭位置，並於比賽途中一直保持穩定的節奏。進入直路後，因應處於前方的榮進柏林、協榮三月及Hokuto Phoebus相繼力弱，大樹快車於此時瞬間衝出奪得領先，其後保持速度下成功擊退跑出全場最快末腳的杉野旋風，以1 3/4馬位優勢奪得第二個一級賽冠軍。
年末，由於其於年間勝出兩項短途及一哩一級賽，因而於最佳短途馬評選中以近乎全票的191票當選，但於最佳4歲雄馬敗於二冠馬陽光拜仁，而日本馬王則敗於以雌馬身份奪得秋季天皇賞的氣槽。

### 5歲（現4歲）
進入1998年，由於年初其馬蹄因寒冷的天氣出現裂紋，需時恢復下並未立即返回馬房訓練，而是繼續處於休養狀態。
5月16日復出出戰年度首戰京王盃春季盃，賽事途中以先行戰術展開推進，進入直路後輕鬆加速衝出，最終以破紀錄的1分20.1秒取得勝利。
其後陣營原定安排其以連戰姿態出戰一週後高松宮紀念，但考慮其恢復需時，最終摒棄此計劃並直接出戰春季最大目標安田紀念。比賽開始後，其順利出閘之下完全無視由天雨造成的大爛地，瞬間進佔先頭位置展開推進。進入直路後，由於其他賽駒紛紛避開較泥濘的內欄及中檔位置，因而於中檔充滿空間的情況下大樹快車乘機進佔並繼續衝刺，於其充分表現出大爛地適性下不斷拋離後方對手，以2 1/2馬位優勢取得勝利。
贏得安田紀念後，陣營正式安保安排其遠征法國出戰傑克莫華大賽，並於7月21日抵達當地馬房進行訓練。
8月16日按照計劃出戰傑克莫華大賽，比賽初段大樹快車於快閘之下以緊隨領放馬十字彎角的方式推進。然而由於多維爾馬場1600米賽道爲全直路的設計，和日本之1600米賽道有所不同之下造成大樹大車的混亂及疑惑，使其於比賽前半不斷向兩旁視察尋找彎道所在。所幸於比賽後段，騎師岡部成功穩定其狀態並於最後100米指揮其加速衝出，最終於其超越前方對手下以1/2馬位壓贏第一人氣的人潮奪得冠軍，成爲繼一週前奪得紀爾斯大賽的採珠後第二匹勝出海外一級賽的日本賽駒。
贏得傑克莫華大賽後，陣營一度打算安排其出戰隆尚磨坊大賽及遠征美國出戰育馬者盃一哩大賽，但受限於調整及檢疫等因素，此計劃最終未能實現，以大樹快車亦返回日本。
回國後出戰出戰一哩冠軍賽，採用先行戰術於第三位置追走下成功於最後彎道取得領先，進入直路後其腳程未見疲倦，繼續衝刺下不斷拋離後方，最終以巨大的5馬位優勢連霸此項賽事，亦成功制霸春秋一哩賽。

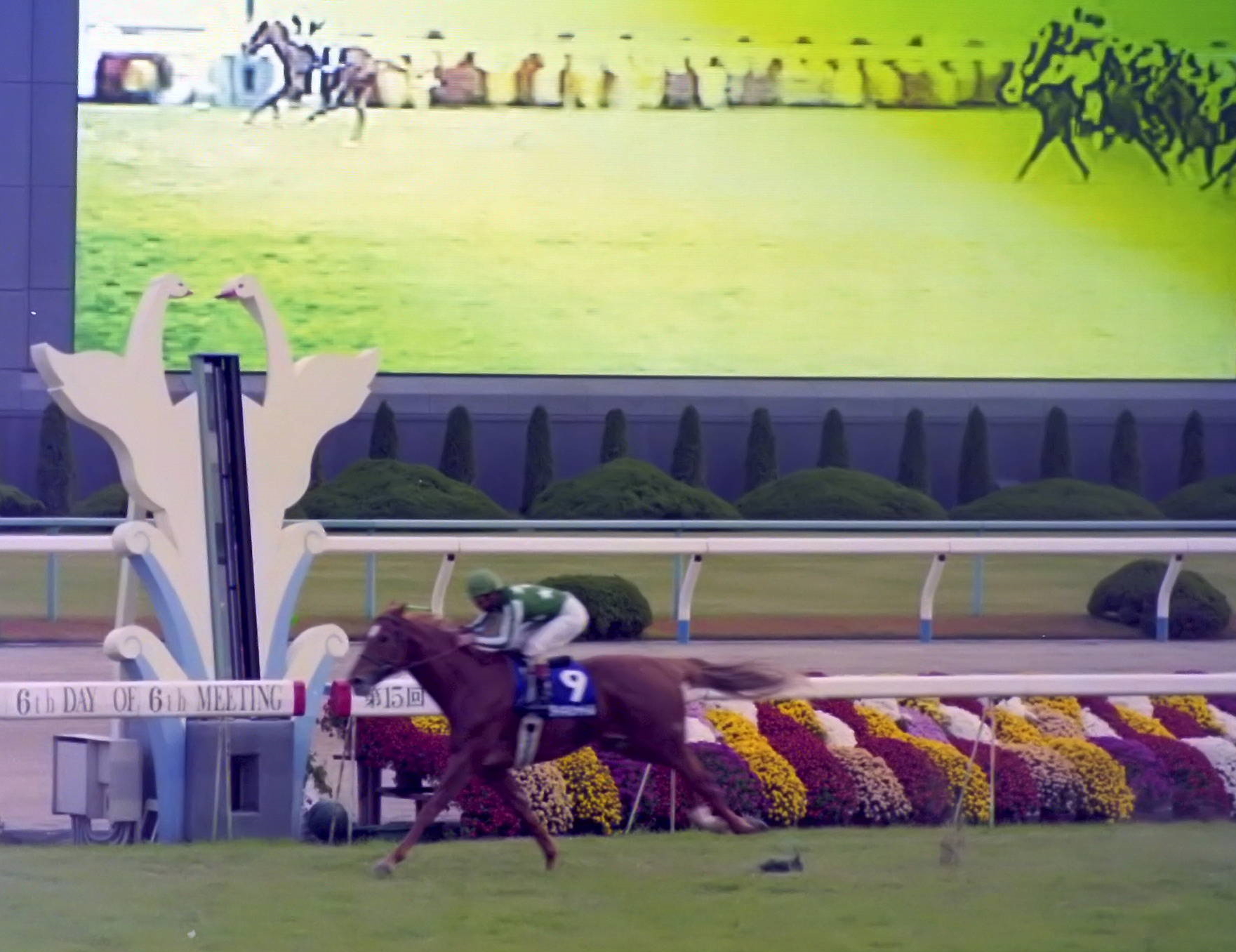
出戰一哩冠軍賽的大樹快車

12月20日出戰短途馬錦標作爲退役戰，但於直路上未能保持優勢，最終被礦之戀及採珠超越，以第三完賽。
完成短途馬錦標後按照計劃退役，並於當天所有賽事完成後在中山競馬場內舉行退役儀式。
年末，由於其在年度制霸春秋一哩賽事及遠征法國贏得傑克莫華大賽，因而於評選中以180票蟬聯最佳短途馬，亦以116票當選最佳5歲及以上雄馬，更以174票問鼎日本馬王寶座，成爲首匹獲得此頭銜的短途一哩賽駒。

### 詳細賽績
| 日期       | 舉辦國家 | 馬場   | 距離   | 級別 | 賽事名稱     | 負重 | 騎師     | 馬號 | 出馬 | 名次 | 時間    | 頭馬（二馬）        |
| ---------- | -------- | ------ | ------ | ---- | ------------ | ---- | -------- | ---- | ---- | ---- | ------- | ------------------- |
| 19/4/1997  | 日本     | 東京   | 泥1600 |      | 4歲未勝利    | 55   | 岡部幸雄 | 10   | 16   | 1    | 1:39.0  | （Akashi Glisten）  |
| 3/5/1997   | 日本     | 京都   | 泥1200 |      | 4歲500萬以下 | 55   | 岡部幸雄 | 3    | 16   | 1    | 1:12.2  | （Sound Cascade）   |
| 8/6/1997   | 日本     | 東京   | 草1600 | OP   | 菖蒲錦標     | 55   | 岡部幸雄 | 8    | 9    | 1    | 1:36.5  | （Shinko Splendor） |
| 6/7/1997   | 日本     | 阪神   | 草1400 | OP   | 菩提樹錦標   | 56   | 岡部幸雄 | 9    | 14   | 2    | 1:20.9  | Tenzan Storm        |
| 4/10/1997  | 日本     | 東京   | 泥1600 | GIII | 麒麟錦標     | 56   | 岡部幸雄 | 3    | 16   | 1    | 1:36.8  | （華盛頓色）        |
| 25/10/1997 | 日本     | 京都   | 草1400 | GII  | 天鵝錦標     | 55   | 橫山典弘 | 9    | 16   | 1    | 1:20.7  | （杉野旋風）        |
| 16/11/1997 | 日本     | 京都   | 草1600 | GI   | 一哩冠軍賽   | 55   | 横山典弘 | 5    | 18   | 1    | 1:33.3  | （協榮三月）        |
| 14/12/1997 | 日本     | 中山   | 草1200 | GI   | 短途馬錦標   | 55   | 岡部幸雄 | 16   | 16   | 1    | 1:07.8  | （杉野旋風）        |
| 16/5/1998  | 日本     | 東京   | 草1400 | GII  | 京王盃春季盃 | 58   | 岡部幸雄 | 1    | 16   | 1    | 1:20.1  | （大隅鉅子）        |
| 14/6/1998  | 日本     | 東京   | 草1600 | GI   | 安田紀念     | 58   | 岡部幸雄 | 2    | 17   | 1    | 1:37.5  | （奔騰）            |
| 16/8/1998  | 法國     | 多維爾 | 草1600 | GI   | 傑克莫華大賽 | 59   | 岡部幸雄 | 1    | 8    | 1    | 1:37.40 | （人潮）            |
| 22/11/1998 | 日本     | 京都   | 草1600 | GI   | 一哩冠軍賽   | 57   | 岡部幸雄 | 9    | 13   | 1    | 1:33.3  | （星期天）          |
| 20/12/1998 | 日本     | 中山   | 草1200 | GI   | 短途馬錦標   | 57   | 岡部幸雄 | 13   | 15   | 3    | 1:08.6  | 礦之戀              |

## 退役後
1999年大樹快車被選出爲日本中央競馬會第25匹殿堂馬。
退役後，大樹快車成爲了配種馬，於北海道浦河町East Stud及北海道靜內町（今新日高町）Arrow Stud休養，在1999年進行配種，首批子嗣於2000年出生。首批子嗣可於2002年出賽。2003年3月1日，勝賢在雅靈頓盃取勝，成爲首匹勝出分級賽的子嗣。5月11日，勝賢於NHK一哩賽取勝，成爲首匹勝出一級賽的大樹大車子嗣。
2017年由配種馬退役，繼續於East Stud進行養老生活。
2018年11月19日，其被轉移至到北海道日高町凡爾賽牧場。
2019年9月15日，凡爾賽牧場的職員發現其被不明人士剪去毛髮，同樣被害的由於同牧場養老的玫瑰帝國、於同町日西牧場養老的琵琶晨光及於北海道浦河町浦河優駿度假村AERU養老的勝利獎券。此大規模惡意事件發生後隨即引起相關人士及日本社會的關注，導致衆多牧場及馬房改革參觀時的規矩，如其所在的凡爾賽牧場收緊了參觀者的資格，而琵琶晨光所在的日西牧場更於其後直接拒絕開放給予外來人士。
2021年6月16日，其再度被轉移至位於北海道新冠町的Northern Lake牧場繼續養老生活。
2022年8月17日，其因衰老而引起的心臟衰竭死亡，享年28歲。

### 主要子嗣

#### 一級賽優勝子嗣
粗體字為一級賽
2000年生
- 勝賢（雅靈頓盃、NHK一哩賽）

2001年生
- 名將球手（小倉兩歲錦標、每日盃兩歲錦標、石榴石錦標、二月錦標）
- Summer Wind（星團盃、東京盃、日本育馬場盃短途賽）

#### 分級賽優勝賽駒
2000年生
- 黃金駒（兩次人馬錦標）

2001年生
- Dear Chance（人魚錦標）
- Winglet（中山牝馬錦標）

2002年生
- Deep Summer（星團盃）
- 竹園美景（夏季短途錦標）

2003年生
- Run Heramba（京都跳欄錦標、小倉夏季跳欄錦標）

2005年生
- Satono Progress（新西蘭盃）

2006年生
- 赤劍（東京新聞盃、關屋紀念、京王盃春季盃）

2008年生
- French Cactus（雌馬賽）

## 血統簡介
父系Devil's Bag爲美國賽駒，曾勝出一級賽香檳錦標。祖父Halo爲美國賽駒，曾贏得一級賽冠軍，爲美國冠軍種馬。
母系Welsh Muffin爲英國生產的愛爾蘭及美國賽駒，生涯戰績不俗，曾勝出表列賽愛爾蘭一千堅尼預賽錦標。外祖父Caerleon爲美國生產的愛爾蘭賽駒，生涯戰績彪炳，曾勝出一級賽法國打吡及英國國際錦標，退役後配種成績亦非常優秀。

### 血統表
| 父線：Halo系（Hail to Reason系）                |                         |                |               |
| 種馬 Devil's Bag 1981年（棗色）                 | Halo 1969年（棕色）     | Hail to Reason | Turn-to       |
| 種馬 Devil's Bag 1981年（棗色）                 | Halo 1969年（棕色）     | Hail to Reason | Nothirdchance |
| 種馬 Devil's Bag 1981年（棗色）                 | Halo 1969年（棕色）     | Cosmah         | Cosmic Bomb   |
| 種馬 Devil's Bag 1981年（棗色）                 | Halo 1969年（棕色）     | Cosmah         | Almahmoud     |
| 種馬 Devil's Bag 1981年（棗色）                 | Ballade 1972年（棗色）  | Herbager       | Vandale       |
| 種馬 Devil's Bag 1981年（棗色）                 | Ballade 1972年（棗色）  | Herbager       | Flagette      |
| 種馬 Devil's Bag 1981年（棗色）                 | Ballade 1972年（棗色）  | Miss Swapsco   | Cohoes        |
| 種馬 Devil's Bag 1981年（棗色）                 | Ballade 1972年（棗色）  | Miss Swapsco   | Soaring       |
| 繁殖雌馬 Welsh Muffin 1987年（棗色）            | Caerleon 1980年（棗色） | 尼真斯基       | 北地舞人      |
| 繁殖雌馬 Welsh Muffin 1987年（棗色）            | Caerleon 1980年（棗色） | 尼真斯基       | Flaming Page  |
| 繁殖雌馬 Welsh Muffin 1987年（棗色）            | Caerleon 1980年（棗色） | Foreseer       | 圓桌武士      |
| 繁殖雌馬 Welsh Muffin 1987年（棗色）            | Caerleon 1980年（棗色） | Foreseer       | Regal Gleam   |
| 繁殖雌馬 Welsh Muffin 1987年（棗色）            | Muffitys 1982年（棗色） | Thatch         | Forli         |
| 繁殖雌馬 Welsh Muffin 1987年（棗色）            | Muffitys 1982年（棗色） | Thatch         | {{{mmfm}}}    |
| 繁殖雌馬 Welsh Muffin 1987年（棗色）            | Muffitys 1982年（棗色） | Contrail       | Roan Rocket   |
| 繁殖雌馬 Welsh Muffin 1987年（棗色）            | Muffitys 1982年（棗色） | Contrail       | Azurine       |
| 雌系：號族：4-d                                 |                         |                |               |
| 五代內近親交配：Hail to Reason 3×5、Mahmoud 5×5 |                         |                |               |

## 命名由來
名字中，Taiki（タイキ）是馬主大樹牧場冠名，來自其牧場名字，而此名字則來自其總部所處位置：北海道大樹町，Shuttle（シャトル）意思就是穿梭機，亦可以解作快速地穿越兩地，香港則取其意，翻譯為「快車」。

## 外部連結
- 大樹快車 netkeiba.com （页面存档备份，存于）
- 血統表 （页面存档备份，存于）